# Xanthomyia japonica
Xanthomyia japonica är en tvåvingeart som först beskrevs av Tokuichi Shiraki 1933.  Xanthomyia japonica ingår i släktet Xanthomyia och familjen borrflugor. Inga underarter finns listade i Catalogue of Life.